# Nikolay Genov
Nikolay Genov (né le 26 mars 1997) est un coureur cycliste bulgare.

## Palmarès sur route

### Par année
- 2013
  -  Champion de Bulgarie sur route cadets
  -  Champion de Bulgarie du contre-la-montre cadets
- 2014
  -  Champion de Bulgarie du contre-la-montre juniors[1]
  - 2e du championnat de Bulgarie sur route juniors
- 2016
  - 2e du championnat de Bulgarie du contre-la-montre espoirs
  - 3e du championnat de Bulgarie sur route espoirs
- 2018
  -  Champion de Bulgarie sur route espoirs
  -  Champion de Bulgarie du contre-la-montre espoirs
- 2021
  - 3e du championnat de Bulgarie du contre-la-montre
  - 3e du Tour du Cameroun
- 2022
  -  Champion de Bulgarie du contre-la-montre
- 2023
  - 2e du championnat de Bulgarie du contre-la-montre

### Classements mondiaux
| Année                                 | 2017  | 2018  | 2019 | 2020 | 2021  | 2022  | 2023  |
| ------------------------------------- | ----- | ----- | ---- | ---- | ----- | ----- | ----- |
| Classement mondial                    | 1594e | 2535e | nc   | nc   | 1111e | 1139e | 1732e |
| UCI Europe Tour                       | 1008e | 1703e | nc   | nc   | 825e  | 807e  | nc    |
|                                       |       |       |      |      |       |       |       |
| Légende : nc = non classéSource : UCI |       |       |      |      |       |       |       |

## Palmarès sur piste
- 2021
  -  Champion de Bulgarie de l'omnium
  -  Champion de Bulgarie de poursuite par équipes (avec Damian Ivanov, Deniz Ryustemov et Konstantin Marinkov)
  -  Champion de Bulgarie du scratch
  - 2e du championnat de Bulgarie du kilomètre
  - 2e du championnat de Bulgarie de poursuite
  - 3e du championnat de Bulgarie de vitesse
- 2023
  -  Champion de Bulgarie de poursuite
  -  Champion de Bulgarie du scratch
  - 2e du championnat de Bulgarie de l'omnium
  - 2e du championnat de Bulgarie de course aux points